# Saint-Jean-de-Thouars
Saint-Jean-de-Thouars is een gemeente in het Franse departement Deux-Sèvres (regio Nouvelle-Aquitaine) en telt 1317 inwoners (1999). De plaats maakt deel uit van het arrondissement Bressuire.
De gemeente heette eertijds Saint-Jean-de-Bonneval.

## Geografie
De oppervlakte van Saint-Jean-de-Thouars bedraagt 5,0 km², de bevolkingsdichtheid is 263,4 inwoners per km². De gemeente ligt aan de Thouet, tegenover Thouars.

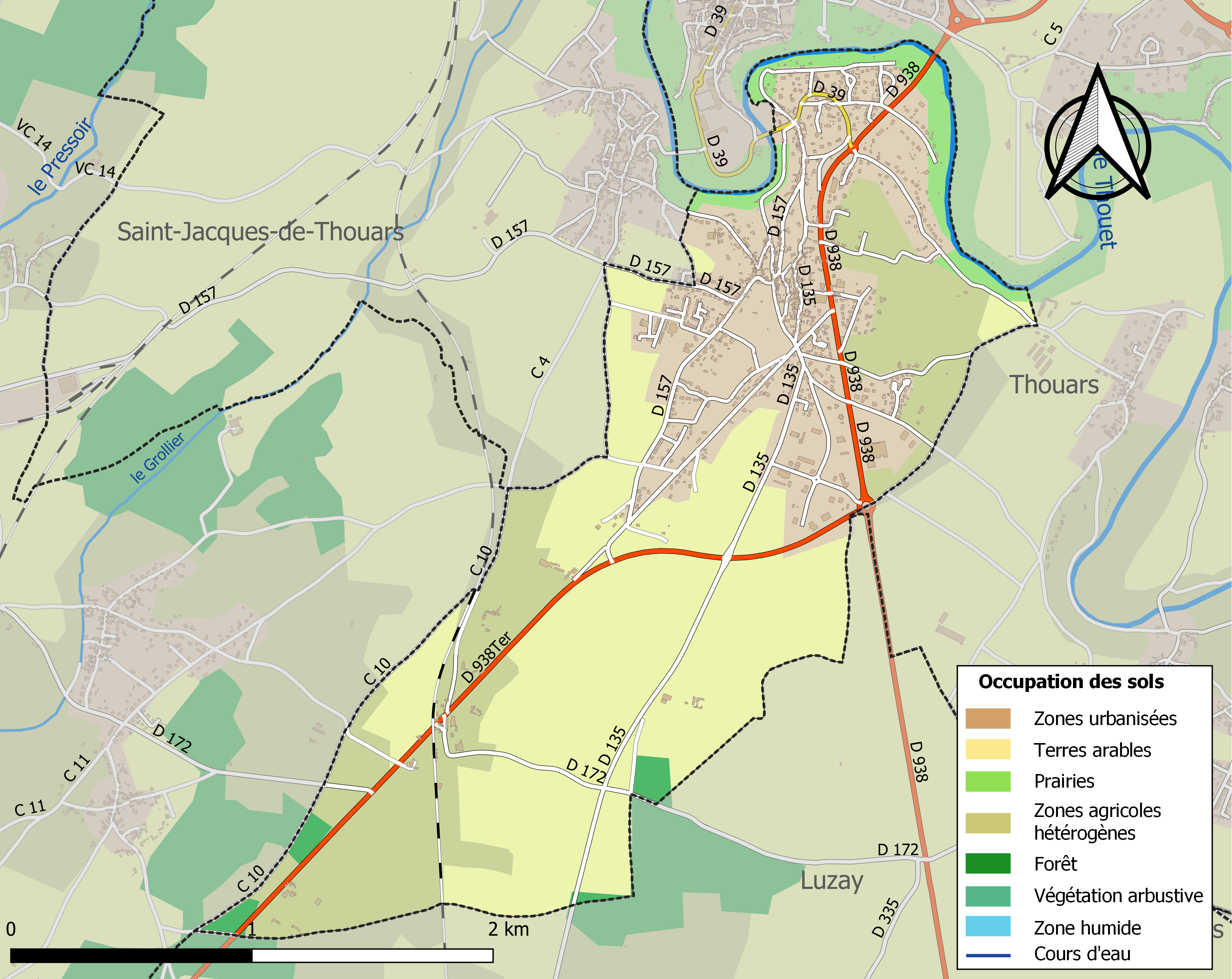
Kaart van de gemeente met de belangrijkste infrastructuur, bodemgebruik en omliggende gemeenten

## Demografie
Onderstaande figuur toont het verloop van het inwonertal (bron: INSEE-tellingen).